# 밀레니얼 세대
밀레니얼 세대(영어: Millennials), 새천년 세대(새千年世代), Y세대(영어: Generation Y) 또는 에코붐 세대(영어: Echo boomers)는 X세대와 Z세대 사이의 세대 및 인구집단이다. 1981년부터 1996년 사이에 태어난 사람들을 일컫는 세대이다. 그리고 밀레니얼 세대는 베이비붐 세대와 초기 X세대의 자녀들이다.

## 용어
미국의 작가 윌리엄 스트라우스와 닐 하우는 "미국의 미래 1584-2069 : 밀레니얼 세대"에 밀레니얼 세대에 대해서 썼고, "위대한 다음 세대 : 밀레니엄 세대의 부상"이라는 책을 발표했다. "세대들, 미국 미래의 역사"(1991년 출간)에서 처음 사용한 용어이다.

## 출생년도
옥스퍼드 생활사전은 밀레니얼 세대를 "1980년대 초반과 1990년대 후반 사이에 태어난 사람들"으로 정의한다. 메리엄-웹스터 사전은 밀레니얼 세대를 "1980년대 또는 1990년대에 태어난 사람"으로 정의한다.
브루킹스 연구소의 선임연구원인 조너선 로치는 2018년에 이코노미스트에 보낸 기고에서 "세대는 애매모호한 개념"이지만, 1981년부터 1996년까지의 출생 코호트가 밀레니얼 세대로 "널리 받아들여진다"고 서술했다. 로이터 또한 "널리 받아들여지는" 정의는 1981–1996년생이라고 밝혔다.
퓨리서치센터는 1981년생부터 1996년생까지를 밀레니얼 세대로 정의하며, 그 이유로 9.11 테러, 2003년 이라크 침공, 대침체, 인터넷의 급격한 발전 등을 포함한 "중요한 정치적, 경제적, 사회적 사유"를 든다. 미국 의회도서관은 "세대를 정의하는 것은 정확한 과학이 아니"라면서도 밀레니얼 세대를 정의하는 데 퓨리서치센터를 인용했다. 타임, 영국방송공사, 워싱턴 포스트, 뉴욕 타임스, 월스트리트 저널, PBS, 로스앤젤레스 타임스, 가디언, 미국 노동통계국, 캐나다 연방통계청을 포함한 여러 언론 및 통계 기관들이 퓨리서치센터의 정의를 인용했다. 브루킹스 연구소, 갤럽, 연방준비제도 이사회, 미국심리학회, CBS, 오스트레일리아 방송 협회, 브리태니커 백과사전은 밀레니얼 세대를 1981년과 1996년 사이에 태어난 사람들로 정의한다.
오스트레일리아의 매크린들 연구센터는 1980년부터 1994년까지를 밀레니얼 세대의 출생 년도로서 사용한다. 오스트레일리아 통계국은 2021년 인구조사 결과 보고에서 1981-1995년생 정의를 사용했다. 심리학자 진 트웬지는 밀레니얼 세대를 1980–1994년에 태어난 사람들로 정의한다. CNN은 보통 연구에서 1981–1996년생을 밀레니얼 세대로 정의하지만, 가끔씩은 1980–2000년생 정의가 사용되기도 한다고 보고한다. 미국 인구조사국은 "밀레니얼 세대의 시작 및 끝에 대해 공식적으로 지정된 것은 없다"고 밝힌 적이 있으며, 실제로도 밀레니얼 세대를 공식적으로 정의하지 않지만, 2022년에 발간한 한 보고서에서 밀레니얼 세대가 "구어적"으로 1981년생부터 1996년생까지로 정의된다고 기재했다. 리솔루션 재단은 1981–2000년생 정의를 사용한다. 사회학자 엘우드 칼슨은 밀레니얼 세대를 "새로운 부머"라 호칭하면서 1983–2001년생을 짚었다. 스트라우스-하우 세대 이론의 공동 제시자 중 한 명인 작가 닐 하우는 1982년생부터 2004년생까지를 밀레니얼 세대로 정의한다.

## 특징
밀레니얼 세대의 출생 및 아동·청소년 시기는 크게 신자유주의 체제로 시작해 베를린 장벽 붕괴와 독일의 재통일, 소련 붕괴로 종식된 냉전체제, 탈냉전 및 팍스 아메리카나 시대의 개막, 9.11 테러, 그리고 대침체까지의 시대상을 가지고 있다. 한국에서는 5.18 광주 민주화 운동과 신군부의 정권 장악을 시작으로 6월 항쟁과 6.29 선언, 1988년 하계 올림픽 개최와 문민정부 출범, OECD 가입과 1997년 아시아 금융 위기, 2002년 FIFA 월드컵 개최까지의 시대상을 가지고 있으며 전세계적으로 크게 분석하면 1981년부터 1996년 출생자까지가 여기에 해당한다고 볼 수 있다.
밀레니얼 세대는 유소년기부터 정보통신기술(IT)의 과도기를 겪은 세대로서 활용력이 다른 세대에 비해 탁월하며 대학 진학률도 높다. 훗날 이들이 학교에 다니던 시기인 조지 W. 부시 행정부 시절 발생한 2008년 세계 금융 위기 등의 영향으로 취업난, 일자리 질 저하 등을 겪어 평균 소득은 낮으며 대학 학자금 부담도 크고, 금융사 투자를 꺼리며 결혼을 미루게 되고 내 집 마련도 적극적이지 않다(부동산은 매매보다 임대에 관심이 많다). 전통적 마케팅 광고보다는 개인적 정보(블로그 등)를 더 신뢰하며, 제품 브랜드에 대해서도 상대적으로 다른 세대보다 관심이 적다. 이 세대의 큰 특징은 아날로그를 마지막으로 기억하면서 디지털에 익숙한 과도기 세대이며 긍정적 의견으로는 앞 뒤 세대의 특성을 공유하며 폭넓고 다원적인 세대이지만 부정적 의견은 특징이 두드러지지 않는 세대이다.

## 파생어

### 밀레니얼 대디
밀레니얼 세대 중 30~40대 초반의 젊은 아빠를 지칭한다. 밀레니얼 대디는 베이비 붐 세대인 부모의 보호 아래 많은 교육과 경험을 누렸으며, 삶의 여유와 행복을 누리지 못한 기성 세대 보다 비교적 삶의 행복에 대한 의지가 크다. 가족과 함께 하는 시간이 늘어나면서 육아에 적극 참여하며, 자동차의 경우 가족들과의 추억을 쌓기 위해 SUV를 추구하는 경향이 있다.

## 같이 보기
- X세대
- Z세대